# حادثة تحطم طائرة سيسنا في البرازيل 2014
في 13 أغسطس 2014 تحطمت طائرة من طراز سيسنا سيتايشن 560 إكس إل أس+ تام الرحلة 8220 التي كانت تقل إدواردو كامبوس المرشح الرئاسي عن الحزب الاشتراكي البرازيلي. قتل جميع من كان على متن الطائرة في الحادثة التي وقعت الساعة 10:00 صباحاً في التوقيت المحلي (UTC−03:00) عندما حاولت الطائرة الهبوط في قاعدة سانتوس الجوية بالقرب من بلدية سانتوس في ساو باولو. قائد الطائرة ومساعد الطيار وصحفي ومصور ورجلان في حملة إدواردو كامبوس الانتخابية هم القتلى الذين كانوا على متن الطائرة.

## التحطم
الطائرة الخاصة 560 إكس إل أس+ أقلعت من مطار سانتوس دامونت في ريو دي جانيرو ضمن مسارها المجدول بإتجاه قاعدة سانتوس الجوية. بسبب سوء الأحوال الجوية في وجهة الطائرة فشلت محاولة الطائرة في الهبوط، انقطع الإتصال عن الطائرة الساعة 9:23 صباحاً في التوقيت المحلي، وفي الساعة العاشرة تقريباً سقطت الطائرة وارتطمت بمنزلين ونادي لياقة بدنية في سانتوس، وفقاً لشهود عيان كانت الطائرة تشتعل قبل الإرتطام وحاولت الإبتعاد عن المنازل لكنها لم تتمكن من ذلك.
وقد بدأ أفراد من القوات المسلحة البرازيلية في البحث عن مسجل بيانات الرحلة ومسجل الأصوات في قمرة القيادة.

## ما بعد الحادثة
قتل جميع الأفراد الذين كانوا على متن الطائرة البالغ عددهم 7, من ضمنهم حاكم ولاية بيرنامبوكو السابق إدواردو كامبوس وأيضاً المرشح الرئاسي عن الحزب الاشتراكي البرازيلي الذي كان ترتيبه الثالث في الانتخابات الرئاسية البرازيلية لعام 2014 في 5 أكتوبر, وقد حلت مكانه الناشطة السياسية مارينا سيلفا بصفتها زميلته في الترشح.
تم نقل سكان المنازل المصابين الذين بلغ عددهم 6 إلى المستشفى، واحد منهم خرج بعد فترة وجيزة، أما الخمسة الأخرين وهم طفل يبلغ سنة من العمر، طفل يبلغ 9 سنوات، 3 نساء واحدة منهنَ متقدمة في السن، وقد صنفت حالتهم بإصابات أولية طفيفة.

## الضحايا
سوف يتم التعرف على جثث الضحايا وتمييزها بعد فحص البقايا والمقارنة مع سجلات الأسنان وسجلات الحمض نووي.
وهؤلاء من كانوا على متن الطائرة المنكوبة:
| الضحية                         | وصف                                      |
| ------------------------------ | ---------------------------------------- |
| إدواردو كامبوس                 | سياسي برازيلي                            |
| بيدرو ألميدا فالاداريس نيتو    | المستشار في حملة كامبوس الانتخابية       |
| كارلوس أغوستو راموس ليل فيلهو  | المسؤول الصحفي في حملة كامبوس الانتخابية |
| أليكساندر نورث غوميز ايه سيلفا | مصور                                     |
| مارسيلو دي اوليفيرا ليرا       | عضو لجنة الانتخابات البرازيلية الرسمية   |
| ماركوس مارتينز                 | قائد الطائرة                             |
| جيرالدو دا كونا                | مساعد الطيار                             |